# Theresa Maria Coriolano
Theresa Maria Coriolano (1620 Bologna – 1671) byla italská malířka a umělkyně, která se věnovala umění rytí v baroku.

## Životopis
Coriolano se narodila v Bologni jako dcera rytce Bartolomea Coriolana a malbu studovala u Elisabetty Sirani. Je autorkou rytiny Panny Marie s malým Ježíšem.